# Фіннур Томас Палмасон
Фіннур Томас Палмасон (ісл. Finnur Tómas Pálmason, нар. 12 лютого 2001, Рейк'явік, Ісландія) — ісландський футболіст, захисник клуб «Рейк'явік» та національної збірної Ісландії.

## Ігрова кар'єра

### Клубна
Фіннур Томас Палмасон є вихованцем футбольного клубу «Рейк'явік», де він пройшов повний шлях від дитячих команд до основного складу. Перед почтаком сезону 2018 року Фіннур підписав з клубом перший професійний контракт. І для набору ігрової практики був відправлений в оренду у клуб Другого дивізіону «Троттур». Після повернення до «Рейк'явіка» захисник виграв з клубом чемпіонат країни, кубок ліги та Суперкубок Ісландії.
У січні 2021 року футболіст підписав контракт зі шведським клубом «Норрчепінг». Але провівши на початку кілька матчів у Кубку Швеції, в подальшому Фіннур так і не зміг пробитися до основи «Норчепінга» і вже в травні повернувся до «Рейк'явіка» на правах оренди. А починаючи з сезону 2022 року став повноцінним гравцем ісландського клубу.

### Збірна
У 2021 році Фіннур Томас Палмасон у складі молодіжної збірної Ісландії брав участь у молодіжній першості Європи в Угорщині та Словенії.
12 січня 2022 року в товариському матчі проти команди Уганди Фіннур Томас Палмасон дебютував у складі національної збірної Ісландії.

## Титули
Рейк'явік
 Чемпіон Ісландії: 2019
 Переможець Кубка ісландської ліги: 2019
 Переможець Суперкубка Ісландії: 2019